# Júrhum
Júrhum o Júrham fou una antiga tribu àrab que va emigrar, segons la tradició, del Iemen a la Meca sota la direcció del seu xeic. La tribu va establir la seva autoritat a la Kaba en època preislàmica però en foren expulsats més tard pels Bakr ibn Abd-Manat del grup Khuzaa. Després desapareixen de les cròniques i la tradició i haurien esdevingut els Banu Lihyan.